# Десятка (организованная преступная группировка)
«Десятка» — организованное преступное сообщество, возникшее в 1992 году. Считалась одной из самых сильных ОПГ, отличалась организованностью и связями во властных структурах. Данная группировка состояла преимущественно из спортсменов.

## История
Непосредственно сама группировка сформировалась вокруг фотоателье № 10. В начале своего существования в ОПГ входили Рашид Янтимиров («Рашид») — лидер, Марат Латыпов («Мара»), Игорь Рура («Мамонт»), Александр Стасышын, Алексей Ляхов («Лях»), Артём Задорожный («Немец»), Игорь Тучин, Андрей Тучин, Дарья Тучина, Иван Шостак, Александр Михайлов, Сергей Змановский («Змоня»), Богдан Морарян («Цыган»), Сергей Воробьев. «Серым кардиналом» группировки считался спортсмен, мастер спорта СССР по биатлону, чемпион «Ижевской винтовки» Виктор Белянин. На первых порах с ОПГ тесно контактировал и сотрудничал курганский беспредельщик Александр Солоник. За пару месяцев 1992 года десятки коммерческих структур оказались под контролем «Десятки». В этом же году Янтимиров был застрелен в центре Тюмени на выходе из своего офиса по ул. Мельникайте. По данным правоохранительных органов за смертью Рашида стоял «вор в законе» Юрий Тишенков («Ганс»), который вскоре пережил несколько покушений. На сходке с общего согласия главарём банды стал Игорь Рура («Мамонт»). При нём группировка переориентировалась с примитивного рэкета на нефтяной бизнес и легальные коммерческие структуры. В частности, имена некоторых членов группировки фигурируют в списках учредителей банка «Тюменский кредит» и Сибирской страховой компании (главой и учредителем последних был будущий кандидат в губернаторы области и лидер российской партии пенсионеров Сергей Атрошенко). Помимо этого внутри самой группировки начались кровавые разборки из-за дележа прибыли от нефтяных сделок.
Ганс был задержан в Тюмени в 2009 году по обвинению в убийстве, 8 декабря 2010 года приговорён к 12 годам колонии строгого режима. Освободился в 2021 году.

## Раскол группировки
К середине 1990-х годов в ОПГ произошёл раскол на малую и большую «Десятку». Лидером «малой десятки» стал Юрий Теряхин, а лидером «большой десятки» — Игорь Рура («Мамонт»). Последний был убит 9 апреля 1994 года в Тюмени снайперским выстрелом в голову у подъезда своего дома. В отношении лидеров «Малой десятки» (Теряхина и его бандитов, Кудрявицкого, Михайлова) было возбуждено уголовное дело по ч.2 ст. 148 УК РСФСР. В результате допроса с Кудрявицкого в СИЗО-1 следствием получена информация о том, что «Мамонт» был убит в связи с конфликтами с московскими группировками по решению «Малой десятки». Так же по информации следствия, данное убийство совершил известный наёмный убийца Александр Солоник.
1 февраля 1995 года в Москве на пороге своей квартиры тремя выстрелами из пистолета был убит Виктор Белянин. 18 мая в Тюмени по дороге от автостоянки - домой, двумя выстрелами в голову убивают самого близкого к Мамонту Алексея Ляхова (отца рэп-исполнителя OG Buda), а спустя ещё четыре дня Анатолия Чагина — его обезображенный труп замурованный в бетон, со следами пыток был обнаружен в лесу у деревни Утешево, неподалёку от Тюмени. По информации журналиста «Новой Газеты» Олега Лурье с группировкой была тесно связана Галина Рокецкая, жена губернатора Тюменской области Л. Ю. Рокецкого.